# Hyrcanogobius bergi
Hyrcanogobius bergi är en fiskart som beskrevs av Modest Mikhaĭlovich Iljin 1928. Hyrcanogobius bergi ingår i släktet Hyrcanogobius och familjen smörbultsfiskar. IUCN kategoriserar arten globalt som livskraftig. Inga underarter finns listade i Catalogue of Life.